# 1000 Lake Shore Plaza
Pour les articles homonymes, voir 1000 (homonymie).

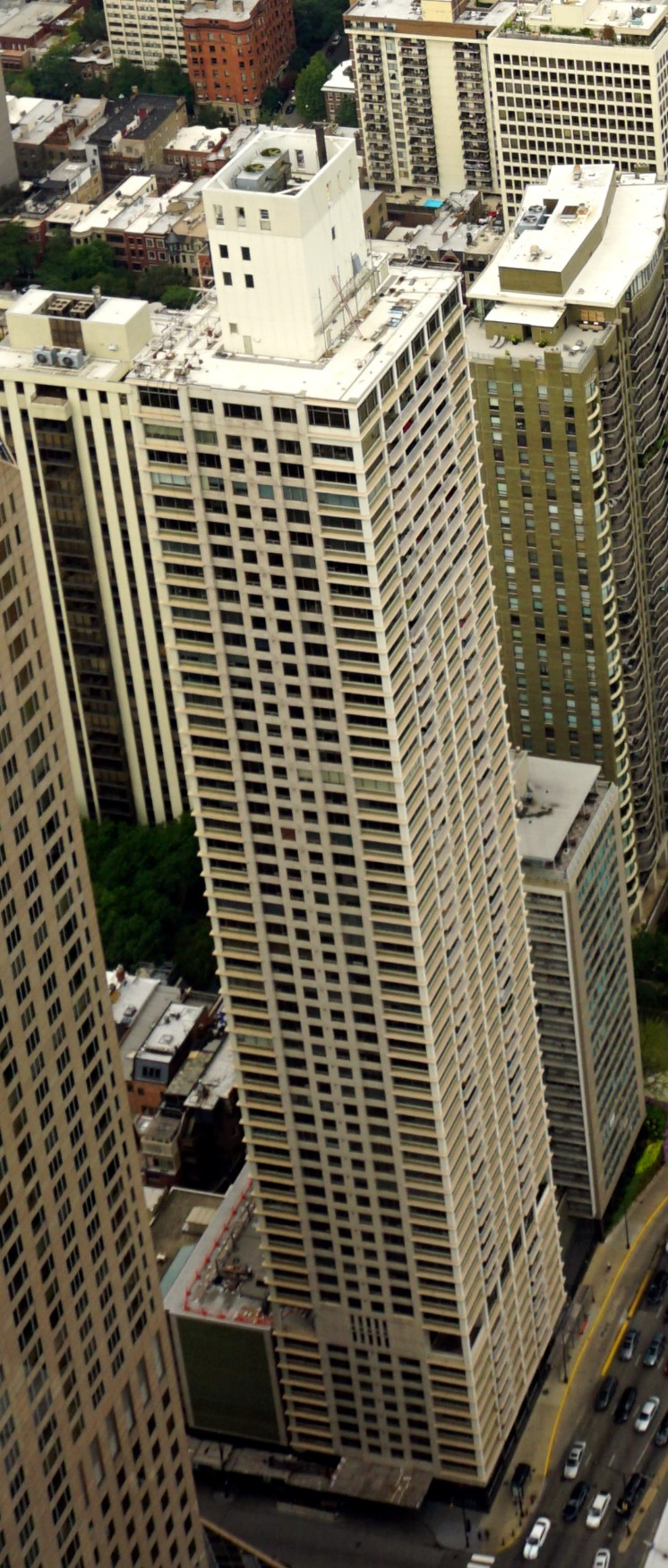
1000 Lake Shore Plaza'.

Le 1000 Lake Shore Plaza est un gratte-ciel résidentiel de 590 pieds (180 mètres) de haut situé dans le secteur de Near North Side à Chicago (Illinois). Il a été achevé en 1964 et compte 55 étages. L'architecte Sidney Morris a conçu le bâtiment qui est à ce jour le 47e plus haut de la ville de Chicago. Lorsqu'il a été achevé, il a été revendiqué comme le plus haut bâtiment en béton armé du monde, mais la tour de la Bourse à Montréal a été achevée la même année, prenant ainsi le titre. La tour était également le plus haut bâtiment de Chicago avec des balcons jusqu'à ce que la Park Tower soit achevée en 1999.